# إيفان خورخي
إيفان خورخي (بالبرتغالية: Ivan Jorge) هو فنان قتال مختلط برازيلي، ولد في 7 نوفمبر 1980.

## وصلات خارجية
- إيفان خورخي على موقع يو إف سي (الإنجليزية)
- إيفان خورخي على موقع شيردوغ (الإنجليزية)
- إيفان خورخي على موقع Tapology.com (الإنجليزية)
- إيفان خورخي على موقع IMDb (الإنجليزية)